# Walenty Godlewski
Walenty Godlewski herbu Gozdawa – sędzia ziemski nurski w 1681 roku, podsędek nurski w 1668 roku, podstarości nurski w 1652 roku.
Poseł sejmiku nurskiego na sejm abdykacyjny 1668 roku.
Podpisał elekcję Jana III Sobieskiego.